# Landesregierung Dörfler I
Die Landesregierung Dörfler I war die amtierende Kärntner Landesregierung zwischen dem Zeitpunkt ihrer Wahl am 23. Oktober 2008 und dem Amtsantritt der Landesregierung Dörfler II am 31. März 2009. Nach dem Unfalltod Jörg Haiders am 11. Oktober 2008 übernahm Gerhard Dörfler als Landeshauptmannstellvertreter interimistisch die Amtsgeschäfte. Am 23. Oktober wurde er vom Kärntner Landtag zum Landeshauptmann gewählt, Uwe Scheuch zum 1. Landeshauptmannstellvertreter und Harald Dobernig zum Finanzlandesrat. Auf Grund des Proporzsystems waren in der Landesregierung je drei Vertreter von BZÖ und SPÖ sowie ein Vertreter der ÖVP vertreten.

## Regierungsmitglieder
| Amt                               | Name            | Partei | Referate |
| --------------------------------- | --------------- | ------ | --- |
| Landeshauptmann                   | Gerhard Dörfler | BZÖ    | Katastrophenschutz, Verfassungsdienst, Volksgruppen- und Bürgerbüro, Tourismus, Verkehr und Straßenbau, Familienförderung, Kindergärten, Besondere Seniorenförderung                             |
| 1. Landeshauptmann-Stellvertreter | Uwe Scheuch     | BZÖ    | Bildung und Schulwesen, Fachhochschulen, Landesplanung, KAGIS, Arbeitsmarkt, Wohnbau, Nationalparks, Naturschutz, Wirtschaft                                                                     |
| 2. Landeshauptmann-Stellvertreter | Reinhart Rohr   | SPÖ    | Gemeinden, Energie, Wasserwirtschaft, Feuerwehren, Personal & Sonderbedarfszuweisungen |
| Landesrat                         | Peter Kaiser    | SPÖ    | Sanitätswesen, Sozial- und Gesundheitsrecht, Krankenanstalten, Landeskrankenanstalten, Landeshochbau, Sportwesen, Personal Krankenanstalten                                                      |
| Landesrat                         | Harald Dobernig | BZÖ    | Finanzen, Wirtschaft, Landesgesellschaften, Kultur, Personal & Sonderbedarfszuweisungen |
| Landesrätin                       | Nicole Cernic   | SPÖ    | Umwelt, Soziales, Jugend, Familie und Frau, Jugend, Kinder- und Jugendanwaltschaft, Frauen und Gleichbehandlung, Senioren, Behindertenanwaltschaft, Flüchtlingswesen (finanziell), Rettungswesen |
| Landesrat                         | Josef Martinz   | ÖVP    | Landwirtschaft und Forstwesen, EU-Koordinationsstelle, Arge Alpen-Adria, Gewerbewesen |